# Niles (Ohio)
Niles is een plaats (city) in de Amerikaanse staat Ohio, en valt bestuurlijk gezien onder Trumbull County.

## Demografie
Bij de volkstelling in 2000 werd het aantal inwoners vastgesteld op 20.932.
In 2006 is het aantal inwoners door het United States Census Bureau geschat op 19.824, een daling van 1108 (-5,3%).

## Geografie
Volgens het United States Census Bureau beslaat de plaats een oppervlakte van
22,2 km², geheel bestaande uit land.

## Plaatsen in de nabije omgeving
De onderstaande figuur toont nabijgelegen plaatsen in een straal van 8 km rond Niles.

## Geboren
- William McKinley (1843-1901), 25e president van de Verenigde Staten (1897-1901) en gouverneur van Ohio (1892-1896)
- Kenneth Patchen (1911-1972), dichter
- Dominic Sena (1949), filmregisseur